# 備前三門站
備前三門站（日语：／ Bizen-Mikado eki */?）是位於岡山縣岡山市北區下伊福上町14番8號，西日本旅客鐵道（JR西日本）的吉備線（桃太郎線）車站。車站編號為JR-U02。

## 歷史
- 1904年（明治37年）11月15日 - 中國鐵道（日语：中鉄バス）吉備線開通，此站啟用。當時車站名為三門站。
- 1944年（昭和19年）6月1日 - 中國鐵道的鐵路部門被國有化，成為國有鐵道吉備線車站。同時車站改名為備前三門站。（這是為了區別千葉縣三門站 (日本)）
- 1971年（昭和46年）11月1日 - 成為無人車站（簡易委託）。
- 1987年（昭和62年）4月1日 - 伴隨國鐵分割民營化，車站由西日本旅客鐵道（JR西日本）營運。
- 2007年（平成19年）
  - 7月23日 - 設置可支援ICOCA的簡易型自動閘機。
  - 9月1日 - 此站可使用IC卡「ICOCA」。

## 車站構造

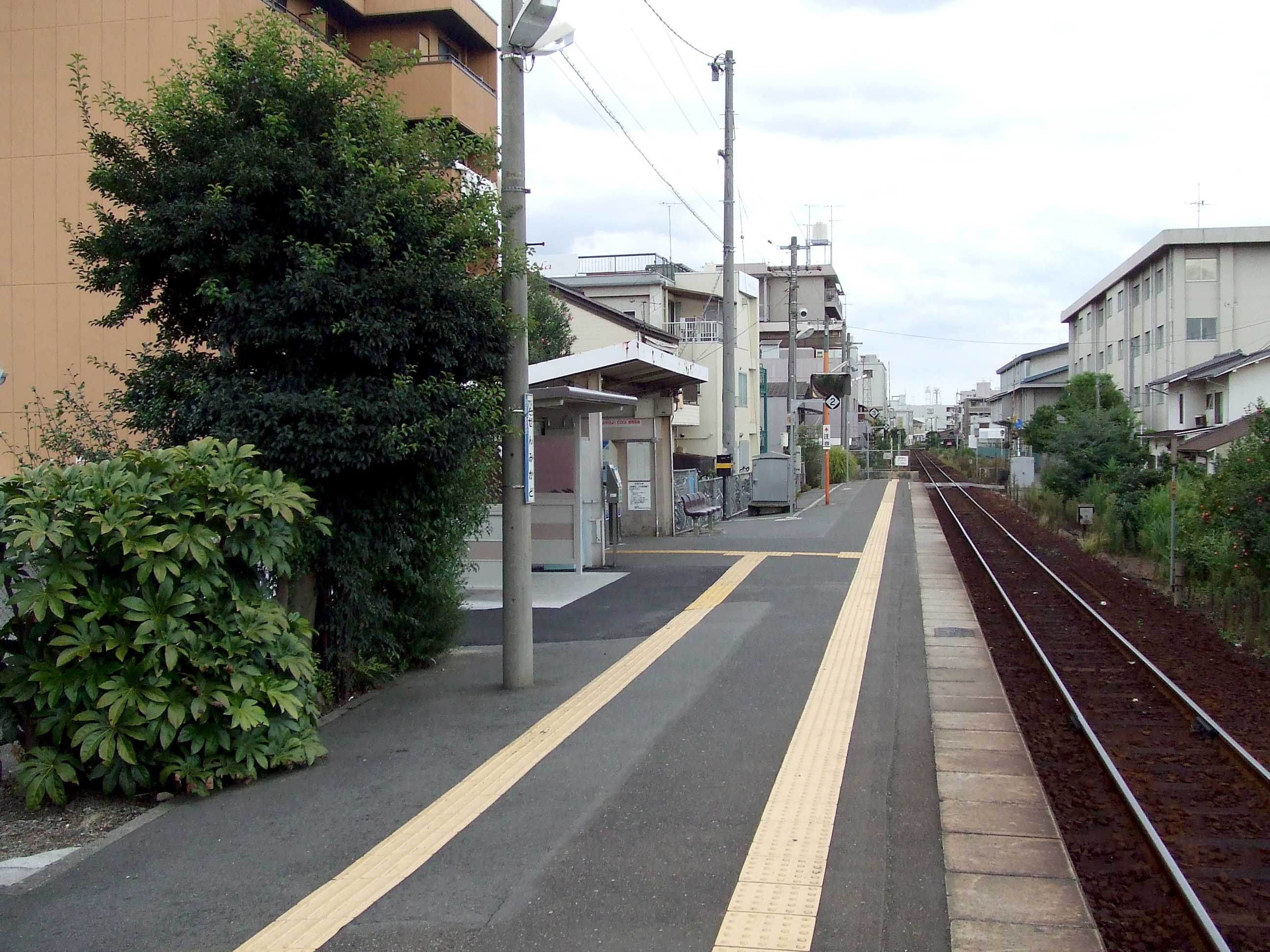
月台（2007年9月）

車站是一座地面車站，設有1面1線的單式月台，總社方向的列車會開啟右邊車門。
車站兩側均設有狹窄的平交道（三門東平交道、三門西平交道。均不可讓四輪車通過。）。月台只可容納4卡車廂，曾經在早上繁忙時間設有5卡以上的列車停靠，當時實施了選擇性車門操作，部分車廂停在平交道上，直至列車出發前，遮斷機仍然會阻擋車輛和行人。截至2013年（平成25年）1月，再沒有5輛以上的列車使用此月台。
此站是由岡山站管理的無人車站。此站可使用ICOCA與其可互相使用的IC卡。車站出入口直接連接月台。此站設有自動售票機（可支援ICOCA）。

## 使用狀況
以下為近年1日平均乘車人次列表：
| 乘車人次變化 | 乘車人次變化    |
| 年度         | 1日平均乘車人次 |
| ------------ | --------------- |
| 1999         | 1,167           |
| 2000         | 1,120           |
| 2001         | 1,069           |
| 2002         | 1,084           |
| 2003         | 1,136           |
| 2004         | 1,149           |
| 2005         | 1,133           |
| 2006         | 1,062           |
| 2007         | 1,040           |
| 2008         | 1,036           |
| 2009         | 1,071           |
| 2010         | 994             |
| 2011         | 987             |
| 2012         | 935             |
| 2013         | 964             |
| 2014         | 939             |
| 2015         | 933             |
| 2016         | 951             |
| 2017         | 1,032           |
| 2018         | 1,065           |

## 車站周邊
- 國道180號（日语：国道180号）
- 岡山縣道236號巖井野田線（日语：岡山県道236号巌井野田線）
- 北親睦中心
  - 北區北福祉事務所
  - 北區北保健中心
- 岡山縣立岡山工業高等學校（日语：岡山県立岡山工業高等学校）
- 關西高等學校
- 創志學園高等學校（日语：創志学園高等学校）
- 岡山市立石井中學（日语：岡山市立石井中学校）
- 岡山市立三門小學（日语：岡山市立三門小学校）

## 其他
- 在ICOCA使用記錄中，此站會表記為「備三門」。

## 相鄰車站
西日本旅客鐵道（JR西日本）
 桃太郎線（吉備線）
岡山（JR-U01）－備前三門（JR-U02）－大安寺（JR-U03）

## 注腳
1. ↑  岡山縣統計年報

## 外部連結
- 備前三門｜車站資訊：JR出門網 - 西日本旅客鐵道（日語）